# Vossi Bop
Vossi Bop è un singolo del rapper britannico Stormzy, pubblicato il 26 aprile 2019 come primo estratto dal secondo album in studio Heavy Is the Head.

## Tracce
Testi e musiche di Michael Omari.
Download digitale
1. Vossi Bop – 3:16

Download digitale – remix (1ª versione)
1. Vossi Bop (Remix) (feat. Aden x Asme) – 2:35

Download digitale – remix (2ª versione)
1. Vossi Bop (Remix) (feat. Bausa & Capo) – 3:48

Download digitale – remix (3ª versione)
1. Vossi Bop (Remix) (feat. Ghali) – 3:15

Download digitale – remix (4ª versione)
1. Vossi Bop (Remix) (feat. Lauren) – 3:15

## Classifiche
| Classifica (2019) | Posizione massima |
| ----------------- | ----------------- |
| Australia         | 34                |
| Belgio (Fiandre)  | 70                |
| Danimarca         | 30                |
| Irlanda           | 4                 |
| Nuova Zelanda     | 34                |
| Regno Unito       | 1                 |
| Svezia            | 10                |